# Brave New World (serie televisiva)
Brave New World è una serie televisiva americana drammatica distopica di fantascienza in arrivo in anteprima su Peacock, servizio di streaming di NBCUniversal, il 15 luglio 2020 e Sky One nel Regno Unito e su Starzplay in Italia. È ispirata e include molti elementi dell'omonimo romanzo distopico Il mondo nuovo del 1932 dell'autore britannico Aldous Huxley.

## Premessa
La serie "immagina una società utopica che ha raggiunto la pace e la stabilità attraverso il divieto della monogamia, della privacy, del denaro, della famiglia e della storia stessa".

## Trama
Nella città di New London vigono tre regole: non esiste riservatezza, non esistono famiglie, è proibita la monogamia.  La società è divisa in caste, identificate dalle lettere dell'alfabeto greco, a ognuna delle quali è associata una funzione: 
- gli Alfa (A) sono dirigenti e quadri
- i Beta (B) sono amministrativi destinati principalmente a dara piacere sessuale agli alfa
- i Gamma (Γ), i Delta (Δ) e gli Epsilon (E) hanno incarichi di servizio a livelli decrescenti di complessità.

Gli individui sono connessi, tramite lenti a contatto, a un sistema chiamato Indra, che controlla tutto e sorveglia sulla regolarità e sul buon andamento della società.  La soddisfazione della popolazione è garantita dalla costante assunzione di soma, una droga euforizzante disponibile in vari dosaggi (viola, il più blando, blu, verde, giallo, arancione e rosso, il più intenso) che rende appagati e cancella dolore e tristezza.  Gli esseri umani sono concepiti “in provetta” a partire da embrioni clonati e modificati per determinare fin dall'inizio la casta di appartenenza.  A fini di ricerca e di turismo, esistono tuttavia ancora alcune zone, chiamate Riserve di Selvaggi, dove la popolazione vive secondo lo stile di vita precedente alla “riorganizzazione”.
In questo contesto, Bernard Marx, un A+ perfettamente integrato e con l'aspirazione di diventare il Direttore della Stabilità (il più alto ruolo nel governo di New London) e Lenina Crowne, una B+ vagamente insofferente per le regole della società, si recano nelle Riserve dei Selvaggi e restano coinvolti in una rivolta dei quali sono gli unici sopravvissuti tra i visitatori.  Lì conoscono John il Selvaggio e sua madre Linda, un'ex B+ abbandonata nelle riserve dal suo amante: John e Linda convincono Bernard e Lenina a portarli verso New London, innescando una catena di eventi che porteranno a cambiamenti catastrofici nella società.

## Episodi
| Stagione       | Episodi | Prima TV originale | Prima TV Italia |
| -------------- | ------- | ------------------ | --------------- |
| Prima stagione | 9       | 2020               | 2020-2021       |

## Personaggi ed interpreti
- John the Savage, interpretato da Alden Ehrenreich[2] e doppiato da Emanuele Ruzza.
- Lenina Crowne, interpretata da Jessica Brown Findlay[3] e doppiata da Gemma Donati.
- Bernard Marx, interpretato da Harry Lloyd[4] e doppiato da David Chevalier.
- Wilhelmina “Helm” Watson, interpretata da Hannah John-Kamen.
- Henry Foster, interpretato da Sen Mitsuji.
- CJack60, interpretato da Joseph Morgan e doppiato da Emiliano Coltorti.
- Mustafa Mond, interpretata da Nina Sosanya e doppiata da Laura Lenghi.
- Linda, interpretata da Demi Moore
- Frannie, interpretata da Kylie Bunbury e doppiata da Letizia Scifoni.

## Produzione
Nel 2015, Syfy ha annunciato l'intenzione di sviluppare la serie, con la produzione di Darryl Frank e Justin Falvey. Nel 2016, gli scrittori Les Bohem, Grant Morrison e Brian Taylor sono stati associati al progetto. Il 13 febbraio 2019, la serie è stata spostata nella rete USA, con David Wiener che ha sostituito Bohem come scrittore e Owen Harris alla guida del pilota.
Nell'aprile 2019, Ehrenreich è stato scelto per il ruolo di "John the Savage". Nello stesso mese, fu annunciato che Lloyd sarebbe stato scelto per il ruolo regolare nella serie come "Bernard Marx". Nel maggio 2019, è stato annunciato che Jessica Brown Findlay sarebbe stata scelta per il ruolo di "Lenina Crowne". Nel giugno 2019, Kylie Bunbury, Hannah John-Kamen, Sen Mitsuji, Joseph Morgan e Nina Sosanya sono stati aggiunti al cast principale in vari ruoli secondari, con Demi Moore che apparirà in un ruolo ricorrente.
Il 17 settembre 2019, NBCUniversal ha annunciato che la serie sarebbe stata trasferita a Peacock. Il 14 maggio 2020, è stato annunciato che la serie sarebbe stata presentata in anteprima il 15 luglio 2020.
Il 29 ottobre 2020 la serie è stata cancellata dopo una sola stagione.